# Ліола (Пенсільванія)
Ліола (англ. Leola) — переписна місцевість (CDP) в США, в окрузі Ланкастер штату Пенсільванія. Населення — 7465 осіб (2020).

## Географія
Ліола розташована за координатами 40°5′34″ пн. ш. 76°11′20″ зх. д. / 40.09278° пн. ш. 76.18889° зх. д. (40.092846, -76.188885).  За даними Бюро перепису населення США в 2010 році переписна місцевість мала площу 15,59 км², з яких 15,57 км² — суходіл та 0,02 км² — водойми.

## Демографія
Згідно з переписом 2010 року, у переписній місцевості мешкало 7214 осіб у 2619 домогосподарствах у складі 1940 родин. Густота населення становила 463 особи/км².  Було 2740 помешкань (176/км²).
Расовий склад населення:
| - 89,8 % — білих - 4,8 % — азіатів - 1,6 % — чорних або афроамериканців - 0,2 % — корінних американців - 0,1 % — вихідців з тихоокеанських островів - 1,9 % — осіб інших рас |

До двох чи більше рас належало 1,7 %. Частка іспаномовних становила 7,5 % від усіх жителів.
За віковим діапазоном населення розподілялося таким чином: 26,6 % — особи молодші 18 років, 59,9 % — особи у віці 18—64 років, 13,5 % — особи у віці 65 років та старші. Медіана віку мешканця становила 37,8 року. На 100 осіб жіночої статі у переписній місцевості припадало 96,2 чоловіків;  на 100 жінок у віці від 18 років та старших — 92,6 чоловіків також старших 18 років.